# ATP Challenger Villa Allende
Das ATP Challenger Villa Allende (offizieller Name: Copa Agco Córdoba) war ein Tennisturnier in Villa Allende, das 2012 zum einzigen Mal ausgetragen wurde. Es war Teil der ATP Challenger Tour und wurde im Freien auf Sandplätzen ausgetragen. Turnierdirektorin war die ehemalige argentinische Tennisspielerin Inés Gorrochategui.

## Liste der Sieger

### Einzel
| Jahr | Sieger          | Finalgegner  | Ergebnis |
| ---- | --------------- | ------------ | -------- |
| 2012 | Guillaume Rufin | Javier Martí | 6:2, 6:3 |

### Doppel
| Jahr | Sieger                         | Finalgegner                 | Ergebnis |
| ---- | ------------------------------ | --------------------------- | -------- |
| 2012 | Facundo Bagnis Diego Junqueira | Ariel Behar Guillermo Durán | 6:1, 6:2 |